# Estadio del Canal de Suez
El Estadio del Canal de Suez (en árabe ملعب قناة السويس, Malʿab Qanāt as-Suwais), también llamado Estadio de la Autoridad del Canal de Suez, es un estadio de fútbol ubicado en la ciudad de Ismailía, Egipto. El estadio es propiedad de la estatal Autoridad del Canal de Suez, operadora y administradora del Canal de Suez. El estadio con capacidad para 21.000 espectadores esta inserto en el Parque olÍmpico El Qanah, que cuenta además con una piscina de tamaño olímpico e instalaciones de buceo, y un estadio de Hockey sobre césped.

## Historia
La instalación fue construida en el sitio del antiguo Estadio del Canal de Suez, en 2019 se iniciaron los trabajos de demolición del antiguo recinto de 10.000 asientos. Se planeó un estadio moderno y de más capacidad. Los trabajos de construcción comenzaron a mediados de junio de 2019 y debían completarse en 2021, pero debido a la pandemia de COVID-19 hubo retrasos en el cronograma. En la construcción se invirtieron 500 millones de libras egipcias (alrededor de 15,3 millones de euros). Durante el período de construcción, se construyeron varios campos deportivos, estacionamientos y un helipuerto, así como una mezquita cercana al estadio. El estadio está dividido en cuatro secciones de tribunas individuales (las tribunas principales cubiertas y opuestas y las dos curvas). La tribuna dispone de palcos, incluido el exclusivo palco presidencial dotado de cristales antibalas. La pista sintética azul de ocho carriles encierra el campo de juego de césped híbrido.
También hay salas de árbitros, instalaciones de VAR, un gimnasio, instalaciones médicas, palcos de prensa y comentaristas, una sala de conferencias, restaurantes, un área de administración y 60 habitaciones para jugadores de fútbol base. La instalación fue diseñada de acuerdo con los requisitos de la Asociación Egipcia de Fútbol (EFA), la Confederación Africana de Fútbol y la FIFA, y apta para partidos internacionales.
El estadio y el complejo deportivo ampliado se inauguraron el 8 de septiembre de 2022, a la ceremonia de apertura asistió el presidente egipcio Abdelfatah El-Sisi.
El Estadio del Canal de Suez fue uno de los tres estadios que albergó la Copa Africana de Naciones Sub-20 de 2023, que se llevó a cabo en Egipto del 19 de febrero al 11 de marzo.